# Сценарне планування
Сцена́рне планува́ння - частина стратегічного планування, що відноситься до інструментів і технологій, які дозволяють керувати невизначеністю майбутнього (Джил Рінгланд).
Суть методу полягає в дослідженні зовнішнього середовища організації на наявність визначених елементів (predetermined elements) і ключових невизначеностей (key uncertainties) і комбінуванні їх для формулювання альтернативних сценаріїв майбутнього.
Як визначені елементи часто виступають демографічні фактори (наприклад, кількість підлітків від 10 до 15 років через 10 років визначено, тому що багато з них вже народилися), політичні, технологічні або географічні чинники.
Як ключові невизначеності можуть виступати будь-які елементи довкілля, які важливі для даної організації (наприклад, рівень державного дефіциту або обсяг ринку).
Всі альтернативні сценарії повинні поєднувати в собі весь набір визначених елементів (адже, за визначенням, вони мають бути) і різні результати ключових невизначеностей. Сценарне планування розглядає всі сценарії як однаково можливі в майбутньому.